# 취소심판
취소심판(取消審判)은 대한민국 행정법상 제도로 행정청의 위법 또는 부당한 처분의 취소 또는 변경을 하는 심판을 말한다.(행정심판법 제4조)

## 같이 보기
- 취소소송